# К истории первоначального христианства
К истории первоначального христианства — статья Ф. Энгельса. Написана в 1894 году. Подводит итоги многолетнему исследованию Энгельсом с историко-материалистической и атеистической точки зрения проблем возникновения, социальных корней и сущности христианства. Впервые была опубликована в журнале «Die Neue Zeit» в № 1 и 2 за 1894 г. На русском языке работа Энгельса была впервые опубликована в 1906 году. В статье с материалистической точки зрения рассматриваются социальные причины возникновения христианства и прослеживается его историческая эволюция в первые века нашей эры. Классовыми корнями возникновения христианства является бессилие социальных низов рабовладельческого общества перед враждебными им стихийными общественными силами в эпоху разложения и кризиса рабовладельческого общественного строя. 

…христианство возникло как движение угнетенных: оно выступало сначала как религия рабов и вольноотпущенников, бедняков и бесправных, покоренных или рассеянных Римом народов.
 В статье на основе анализа «Откровения Иоанна» отмечаются различия между ранним христианством и государственным христианством времен Никейского собора. 

…первая революционная (заимствованная у филоновской школы) основополагающая идея христианства состояла для верующих в том, что одна великая добровольная жертва, принесенная посредником, искупила раз навсегда грехи всех времен и всех людей.

Итак, мы видим, что христианство того времени, еще не осознавшее само себя, как небо от земли отличалось от позднейшей, зафиксированной в догматах мировой религии Никейского собора; оно до неузнаваемости не похоже на последнее. В нем нет ни догматики, ни этики позднейшего христианства; но зато есть ощущение того, что ведется борьба против всего мира и что эта борьба увенчается победой; есть радость борьбы и уверенность в победе, полностью утраченные современными христианами и существующие в наше время лишь на другом общественном полюсе — у социалистов.